# 黎鴻峰

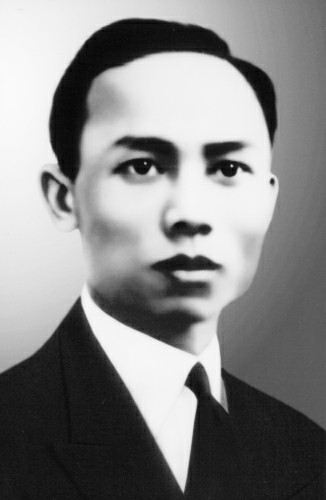
黎鴻峰

黎鴻峰（1902年9月6日—1942年9月6日），是越南共產主義革命家。

## 生平
1902年出生在乂安省。1924年經暹羅前往中國廣州。在廣州，他與黎鴻山、黎廣達一起結識了阮愛國（後來的胡志明），共同組建心心社。後來，他成為越南青年革命同志會的九名核心成員之一。1926年，經阮愛國介紹加入中國共產黨。1927年至1928年，前往蘇聯列寧格勒的軍事理論學校學習。1928年進入莫斯科的東方勞動者共產主義大學學習。畢業後加入蘇聯紅軍。
1931年末，他從蘇聯回到中國。1935年10月，當選印度支那共產黨總書記。1937年11月回到越南。1939年6月22日，在西貢被法國殖民政府逮捕，驅逐回故鄉乂安。1940年2月6日再次被捕，判處5年監禁，流放到崑崙島監獄。1942年病逝於監獄中。

## 家庭
他的夫人是阮氏明開。